# Calochortus balsensis
Calochortus balsensis là một loài thực vật có hoa trong họ Liliaceae. Loài này được García-Mend. miêu tả khoa học đầu tiên năm 1991.